# 兴城河
兴城河，位于中华人民共和国辽宁省兴城市的一条河流，发源于郭家满族镇陈家村西北把石沟老岭，东南流至棋盘村以北转东北流，经郭家镇，于旧门满族乡转东南流，至红崖子镇二道边村右纳红崖子河后转东流，至白塔满族乡苏柏村再转东南流，经兴城市区西南郊，于钓鱼台街道红石村注入渤海辽东湾。河流全长50.4千米，流域面积702.92平方千米，河道平均比降2.28‰，年均径流量1.56亿立方米。